# NGC 5598
NGC 5598 este o galaxie lenticulară situată în constelația Boarul. A fost descoperită în 29 aprilie 1788 de către William Herschel. Se află la o distanță de 81,27 de megaparseci de Pământ.